# Campionati del mondo di ciclocross 1958
I Campionati del mondo di ciclocross 1958 si svolsero a Limoges, in Francia, il 23 febbraio.

## Medagliere
| Pos.   | Nazione        | Oro | Argento | Bronzo | Totale |
| ------ | -------------- | --- | ------- | ------ | ------ |
| 1      | Francia        | 1   | 0       | 0      | 1      |
| 2      | Italia         | 0   | 1       | 0      | 1      |
| 3      | Germania Ovest | 0   | 0       | 1      | 1      |
| Totale | Totale         | 1   | 1       | 1      | 3      |

## Sommario degli eventi
| Eventi         | Oro                     | Tempo    | Argento                 | Tempo | Bronzo                        | Tempo   |
| Uomini         |                         |          |                         |       |                               |         |
| Elite dettagli | André Dufraisse Francia | 1:11'12" | Amerigo Severini Italia | a 25" | Rolf Wolfshohl Germania Ovest | a 1'02" |